# Karin Stephen
Pour les articles homonymes, voir Stephen.
Karin Costelloe Stephen, née en 1889 et morte en 1953, est une psychanalyste britannique. 

## Biographie
Catherine Elizabeth Costelloe, fille de l'écrivaine d'origine américaine Mary Pearsall Smith et de l'avocat irlandais Frank Costelloe, passe son enfance en Angleterre et fait ses études secondaires en étant pensionnaire. Sa sœur, Ray Strachey, est une écrivaine et personnalité politique féministe. 
Elle obtient une bourse d'études pour Cambridge et commence ses études en 1907 à Newnham College, où elle suit les cours de Bertrand Russell, avec qui elle a des liens familiaux, mais elle les interrompt l'année suivante du fait de ses problèmes de santé. Elle passe une année au Collège Bryn Mawr, en Pennsylvanie, où elle étudie la philosophie et la psychologie. Elle retourne à Newham College en 1909, et obtient une mention bien aux tripos de sciences morales. Elle est une spécialiste de la pensée d'Henri Bergson et elle est élue membre de l'Aristotelian Society (en) en 1912, après la publication de son ouvrage The misuse of mind. A study of Bergson's attack on intellectualism.
Elle épouse Adrian Stephen, frère de Virginia Woolf et de Vanessa Bell en 1914, et ils ont deux filles. Elle est membre du Bloomsbury Group, dès les débuts, et Leonard Woolf fait référence à elle comme une « Old Bloomsbury ».
Durant la Première Guerre mondiale, Adrian Stephen est objecteur de conscience, et le couple travaille dans une ferme laitière. Après la guerre, ils font leurs études de médecine, à la demande d'Ernest Jones et obtiennent leur diplôme de médecine en 1927, puis se forment comme analystes à la Société britannique de psychanalyse. Karin Stephen fait une première analyse avec James Glover, puis, après la mort de celui-ci, avec Sylvia Payne. C'est à leur domicile, au 50 Gordon Square, à Londres, que Melanie Klein donne sa première série de conférences en 1925. Karin Stephen est acceptée comme membre associée en 1927 puis comme membre titulaire en 1931. Elle participe aux cycles de conférences publiques données dans le cadre de la Société britannique de psychanalyse. 

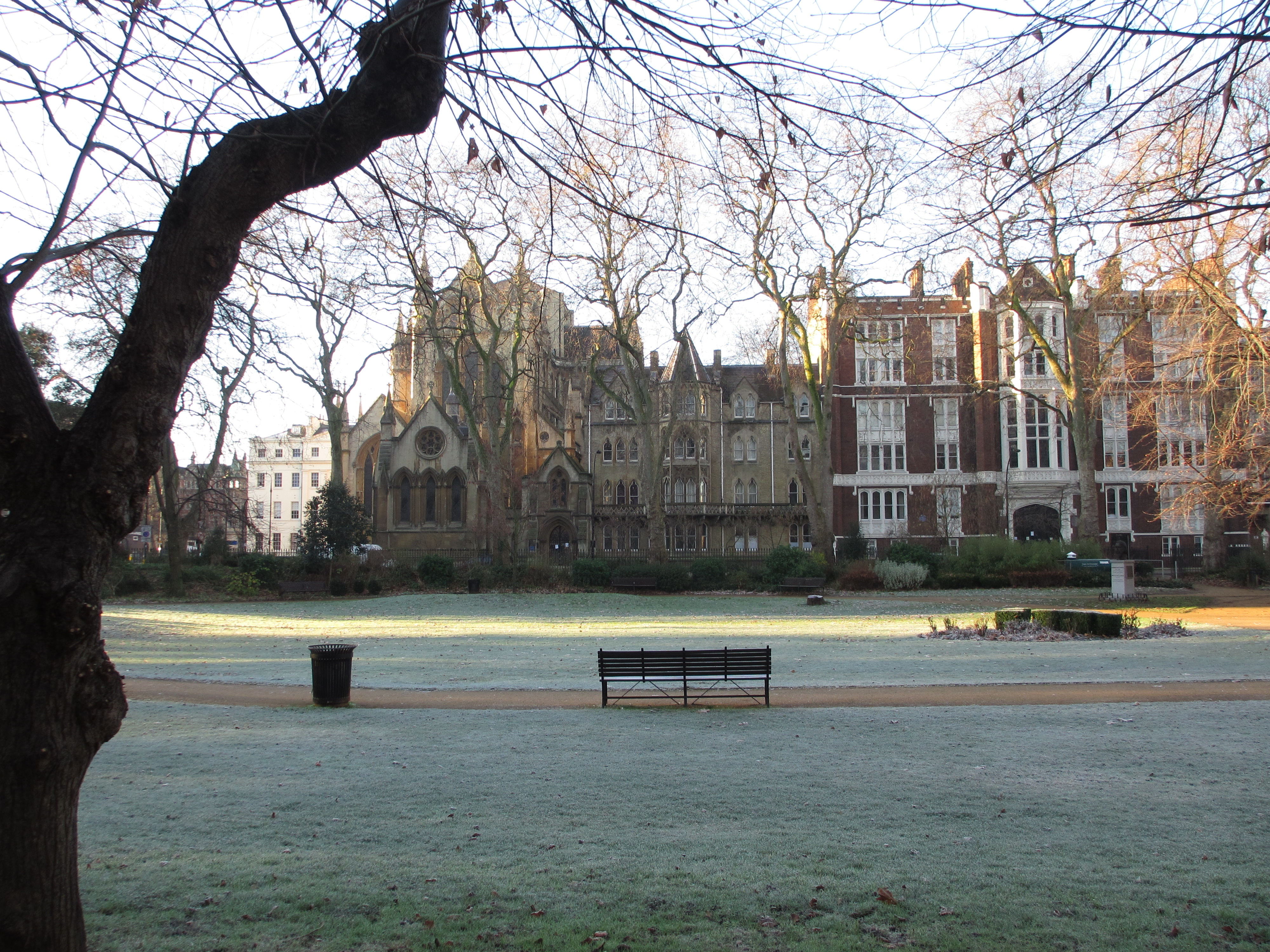
Gordon Square, Bloomsbury

Elle exerce comme psychanalyste libérale, et est professeure invitée à l'université de Cambridge, où elle donne le premier cours sur la psychanalyse. Elle donne un séminaire annuel, consacré à la psychanalyse, durant les années 1930. Ses séminaires, d'abord intitulées « Clinical aspects of Psychoanalysis », puis « Psychoanalysis and medicine » servent de base à son ouvrage qui porte le même titre. 
Elle ne devient pas analyste didacticienne, sans doute du fait de ses problèmes d'audition, mais elle participe activement aux « controverses scientifiques » qui se tiennent au sein de la Société de psychanalyse de 1941 à 1945. Elle est l'une des quatre analystes qui ont exigé l'organisation de débats internes, avec Barbara Low, Melitta Schmideberg, et Adrian Stephen, notamment pour envisager les questions de formation à l'égard desquelles elle se montre critique. Elle ne s'intéresse pas beaucoup aux divergences scientifiques, mais se montre déterminée à sauvegarder une liberté de parole et un débat démocratique.
Ses difficultés d'audition, dont elle souffre depuis sa jeunesse, empirent et elle est progressivement atteinte de surdité, auxquels s'ajoutent des troubles bipolaires. Après la mort de son mari en 1948, sa santé se dégrade, et elle met fin à ses jours en 1953. 
Sas archives sont conservées par la Société britannique de psychanalyse.

## Publications
- Arbitration in history, London : League of Nations Society, 1918.
- The misuse of mind. A study of Bergson's attack on intellectualism, New York, Harcourt, Brace; London, K. Paul, Trench, Trubner, 1922, Karin Stephen, disponible sur le site du projet Gutenberg.
- The wish to fall ill : a study of psychoanalysis and medicine (1933), Cambridge : Cambridge University Press, 2014.